# Německá evangelická církev v Čechách, na Moravě a ve Slezsku

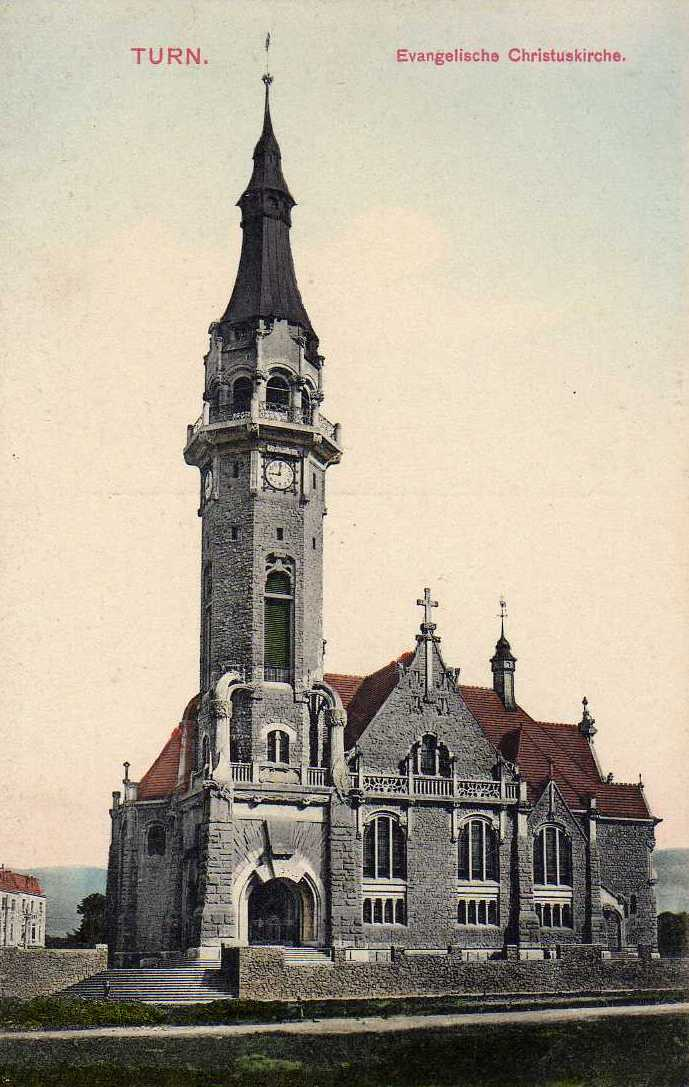
Bývalý kostel DEK v Teplicích-Trnovanech, postavený roku 1905 a zbořený roku 1973

Německá evangelická církev v Čechách, na Moravě a ve Slezsku, německy Deutsche Evangelische Kirche in Böhmen, Mähren und Schlesien (DEK), do r. 1922 Německá evangelická církev v Československé republice (Deutsche Evangelische Kirche in der Tschechoslowakischen Republik), byla evangelickou církví v Československu, která vznikla po první světové válce a vzniku Československa osamostatněním česko-moravsko-slezských sborů evangelické církve augsburského a helvetského vyznání v bývalém Rakousku a zanikla po druhé světové válce v důsledku vysídlení Němců z Československa. Za správce jejího odkazu je považována Společnost Johannese Mathesia – evangeličtí Sudetoněmci.

## Historie církve
Po první světové válce a rozpadu Rakousko-Uherska se německé evangelické sbory (obce) v českých zemích oddělily od evangelické církve augsburského a helvetského vyznání v bývalém Rakousku a spojily se na prvním církevním sněmu v Trnovanech dne 26. října 1919 v samostatné církevní společenství pod jménem Německá evangelická církev v Čechách, na Moravě a ve Slezsku. Církev přijala lutherskou (augsburskou) konfesi; v rámci této církve bylo organizováno i několik německých reformovaných (helvétských) sborů, proto tato církev neměla ve svém názvu uvedeno vyznání. Nejvíce členů měla mezi německým obyvatelstvem ve velkých průmyslových městech. Sídlo církevního presidenta bylo v Jablonci nad Nisou a úřad vykonával dr. Erich Wehrenfennig (1872–1968).
Německá evangelická církev (DEK) sdružovala i české a polské věřící, ale německý ráz církve si zabezpečila výslovným ustanovením, že přičleněním neněmeckých sborů zůstane národnostní charakter církve nedotčen (§ 2 církevního zřízení, vyhlášeného pod č. 209/1924 Sb. z. a n.). Výrazně národnostně smíšený charakter měla DEK v zemi moravskoslezské, zejm. na Ostravsku a na Těšínsku. V roce 1930 měla tato církev přes 130 tisíc členů, z toho necelých 6 tisíc české nebo slovenské národnosti a 3 tisíce členů polské národnosti.
Správa církve byla trojstupňová: byla vykonávána na úrovni farních obcí, na úrovni krajských církevních obcí (církevních krajů neboli seniorátů) a na úrovni povšechné obce (celé církve).
Otázka zapojení Německé evangelické církve (DEK) do nacistických organizací je velmi spornou, doposud neprobádanou oblastí. Skutečností zůstává, že řada členů a farářů církve byla v předválečném Československu zapojeno do Sudetoněmecké strany. Na druhou stranu tato strana se v této době ještě neprofilovala nacisticky, což dokládá i fakt, že mezi faráři DEK -straníky SdP, nalezneme napojení na protinacistickou vyznavačskou církev v Německu. Po sloučení SdP s nacistickou NSDAP, podle poválečného svědectví tehdejšího předsedy církve E. Wehrenfenniga, již žádný z farářů církve nebyl ve straně a v době Protektorátu církev udržovala kontakty s vyznavačskou církví v Německu.
Německá evangelická církev (DEK) přestala prakticky existovat odsunem Němců a právně byl tento stav potvrzen zák. č. 131/1948 Sb. z. a n. ze 6. 5. 1948, o likvidaci právních poměrů německé evangelické církve v Čechách, na Moravě a ve Slezsku. Zákon prohlásil, že církev zanikla ke 4. 5. 1945. Církevní matriky převzaly do správy okresní národní výbory a veškerý majetek církve byl zkonfiskován. V té době DEK patřilo 110 kostelů a kaplí, 16 modliteben, 5 církevních domů, 68 farních budov, 7 obytných domů, 6 školních budov, 42 hřbitovů, 5 sociálních ústavů a 1 statek. Bezprostředně po válce se vedení Německé evangelické církve pokusilo zachránit majetek církve spojením s Českobratrskou církví evangelickou. Především komunisté se naopak pokoušeli veškerý majetek církve zkonfiskovat. Tento spor o majetek církve však až do roku 1948 nebyl vyřešen a zvrat v situaci přišel až s komunistickým převratem a zmíněným zákonem. Církevní budovy byly přiděleny především Československé církvi a Českobratrské církvi evangelické.
Duchovní odkaz DEK v současnosti uchovává a rozvíjí Společnost Johannese Mathesia – evangeličtí Sudetoněmci. Významnou knižní sbírkou, mapující dějiny DEK, je Eckertova knihovna uložená v evangelickém kostele v Suchdole nad Odrou.

## Galerie bývalých kostelů DEK

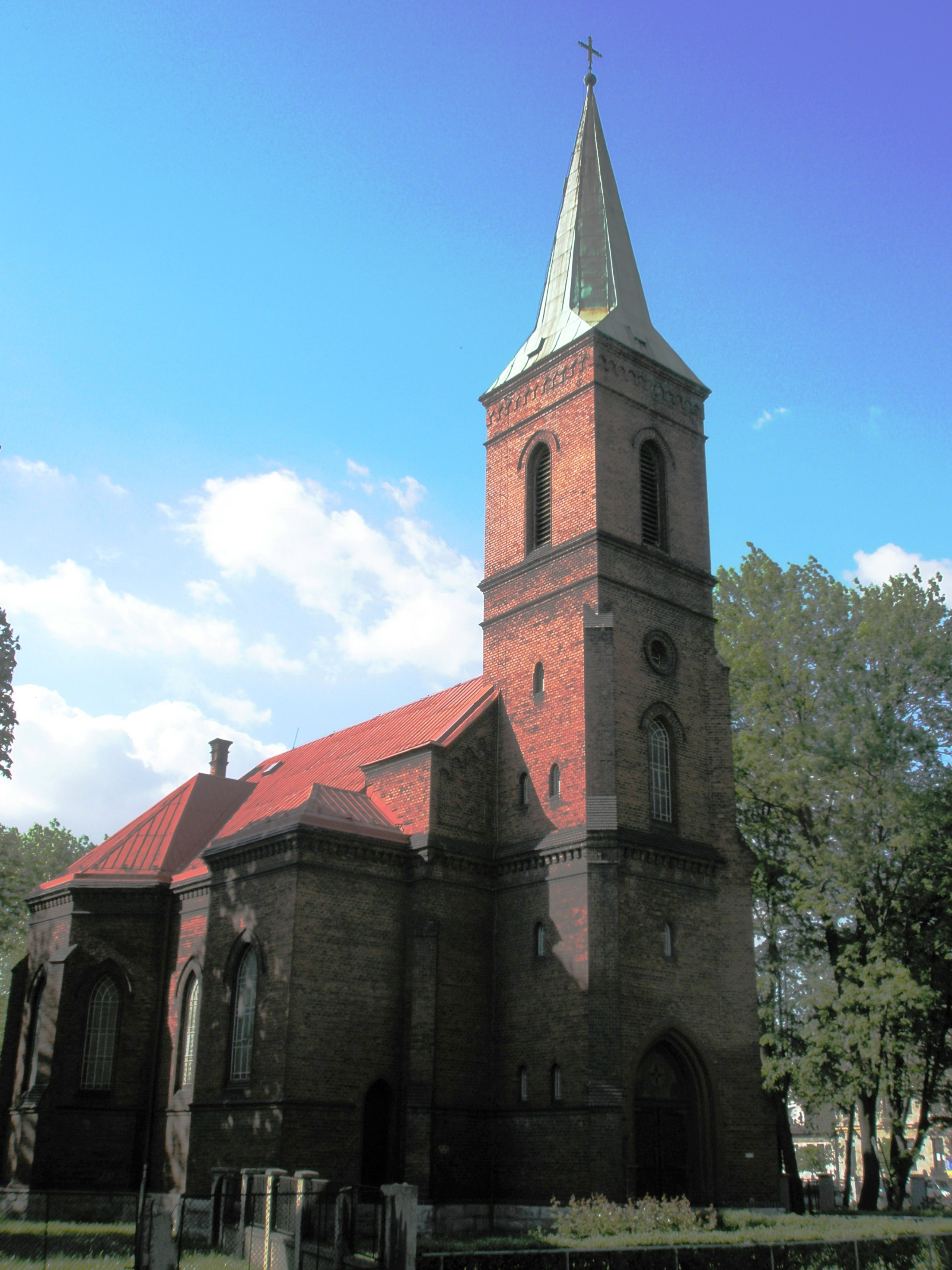
Kostel v Bohumíně
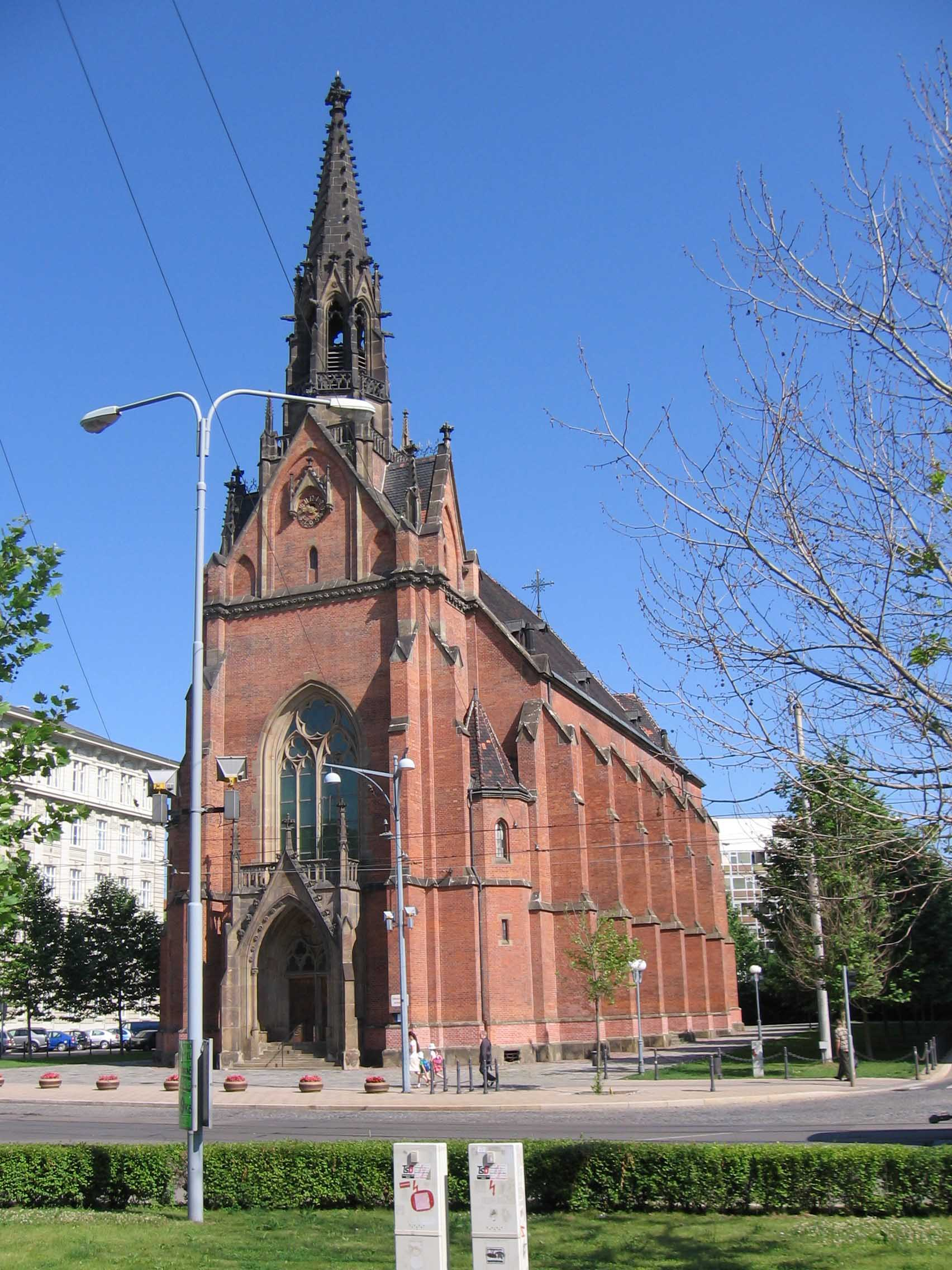
Červený kostel v Brně
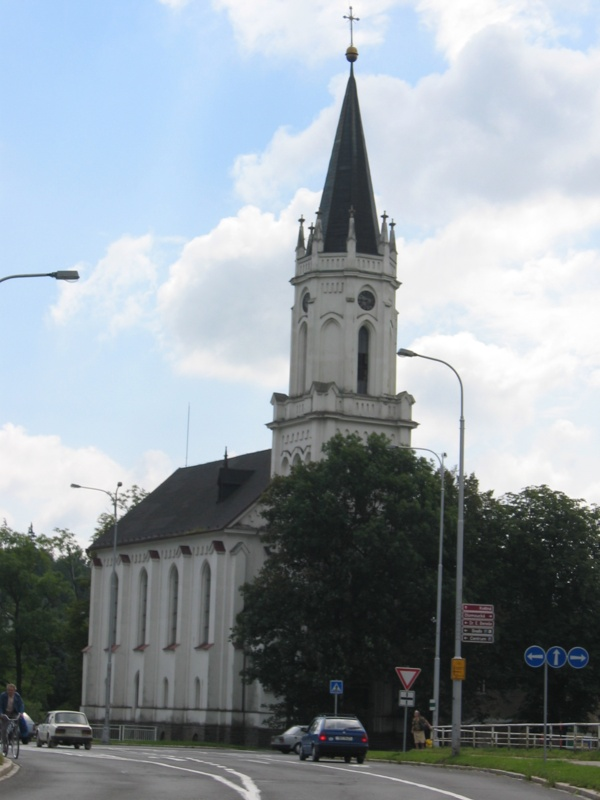
Kostel v Bruntále
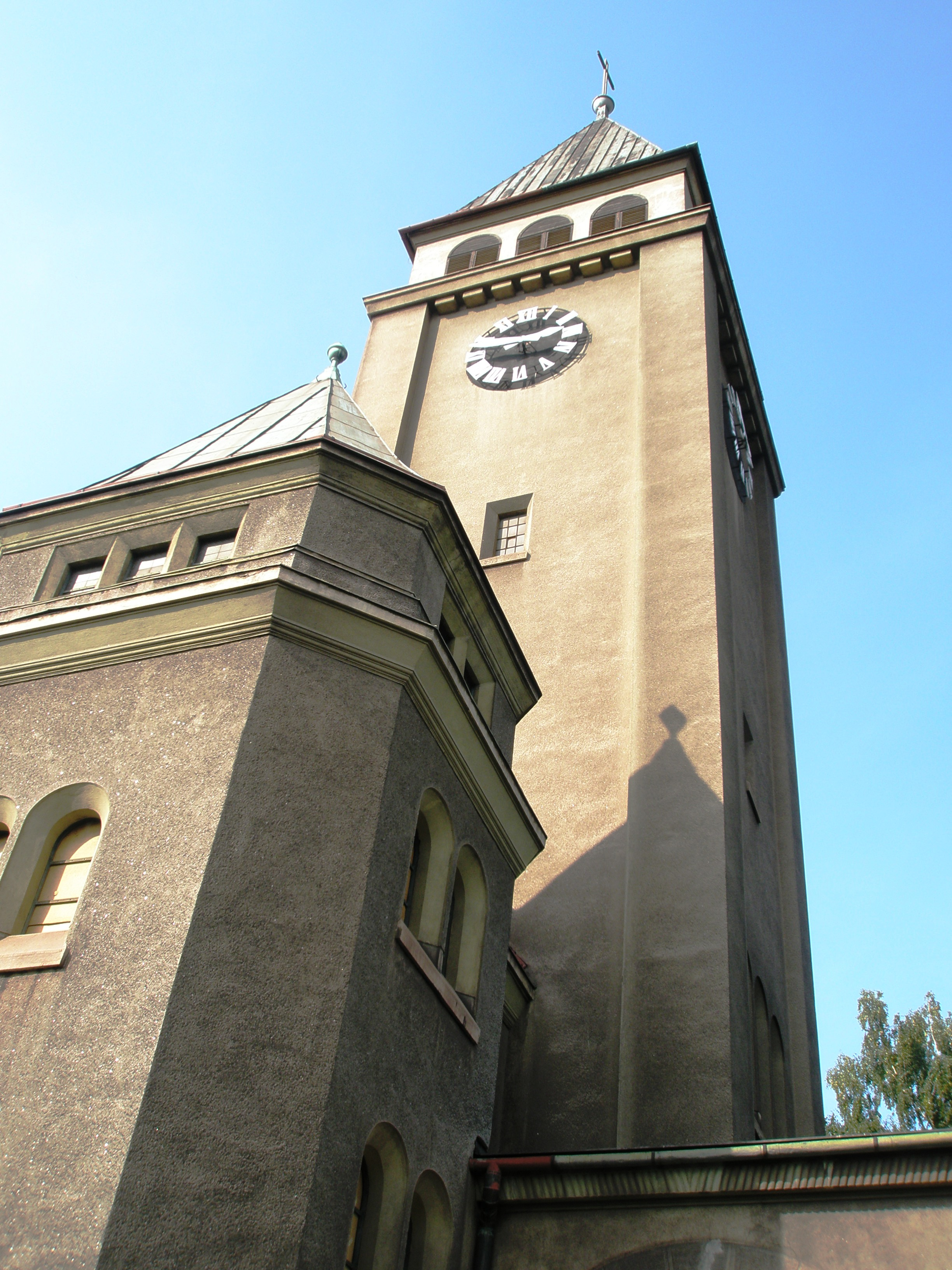
Kostel v Českém Těšíně (Na Rozvoji)
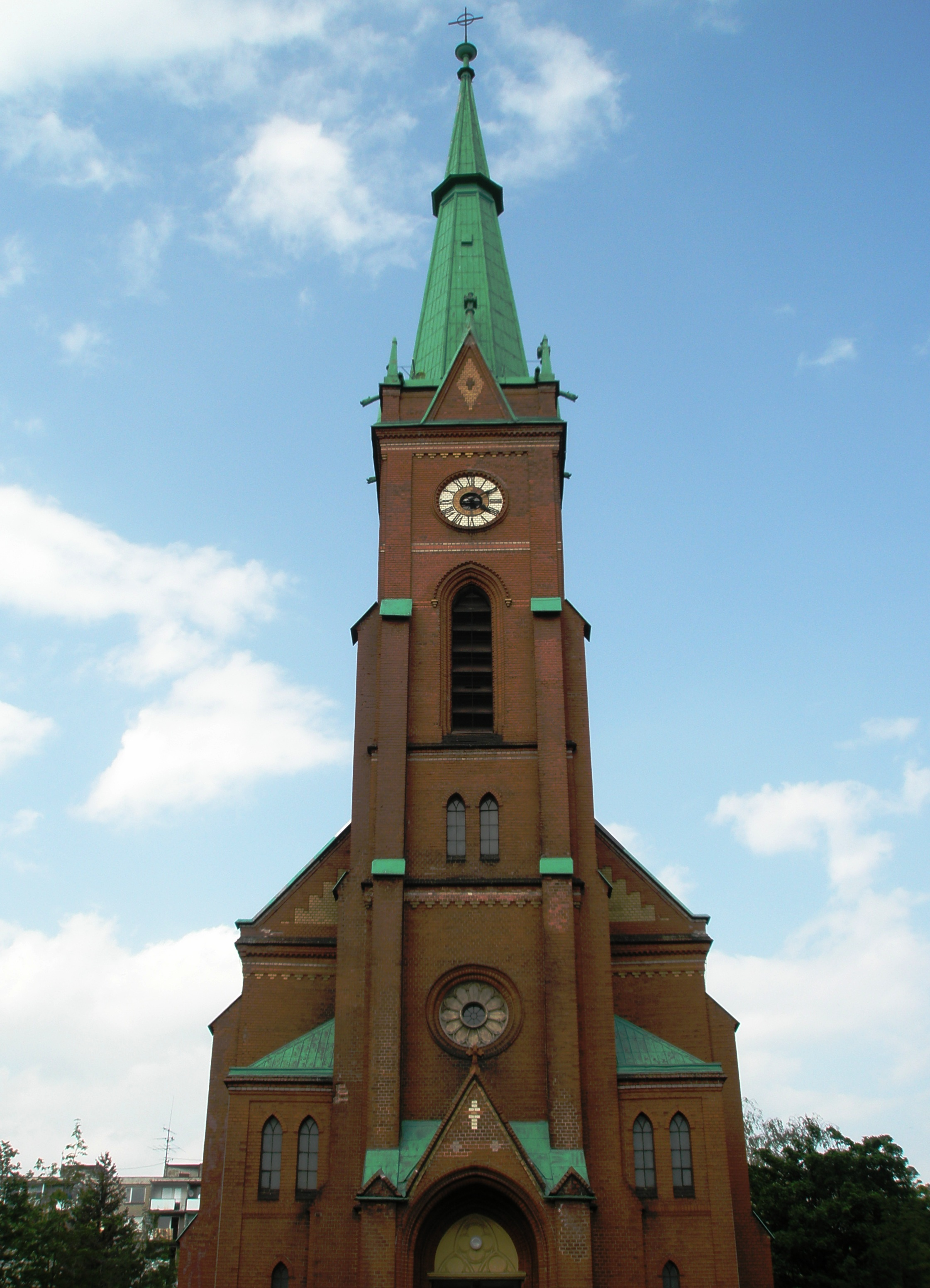
Kostel ve Frýdku
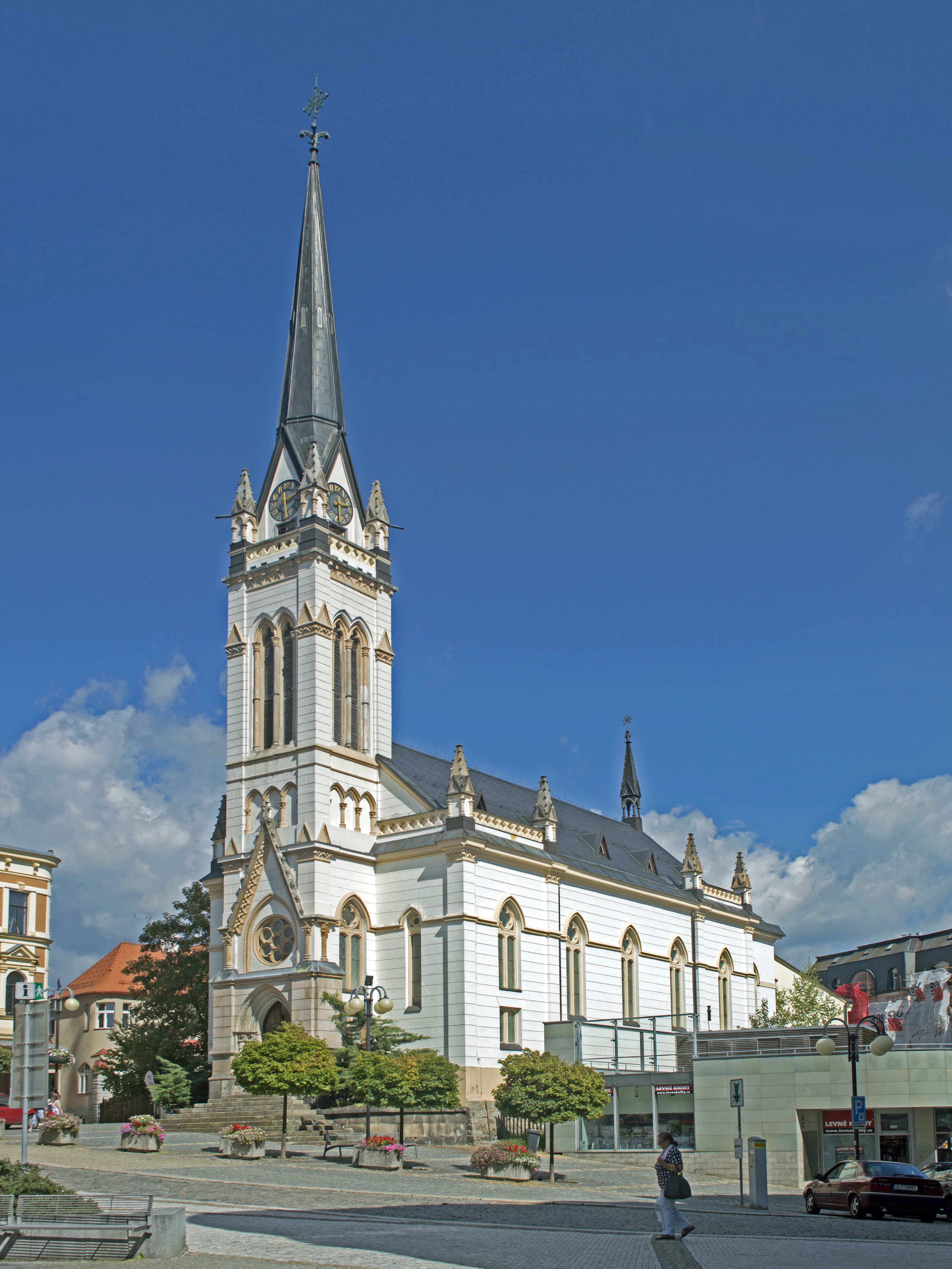
Evangelický kostel v Jablonci nad Nisou
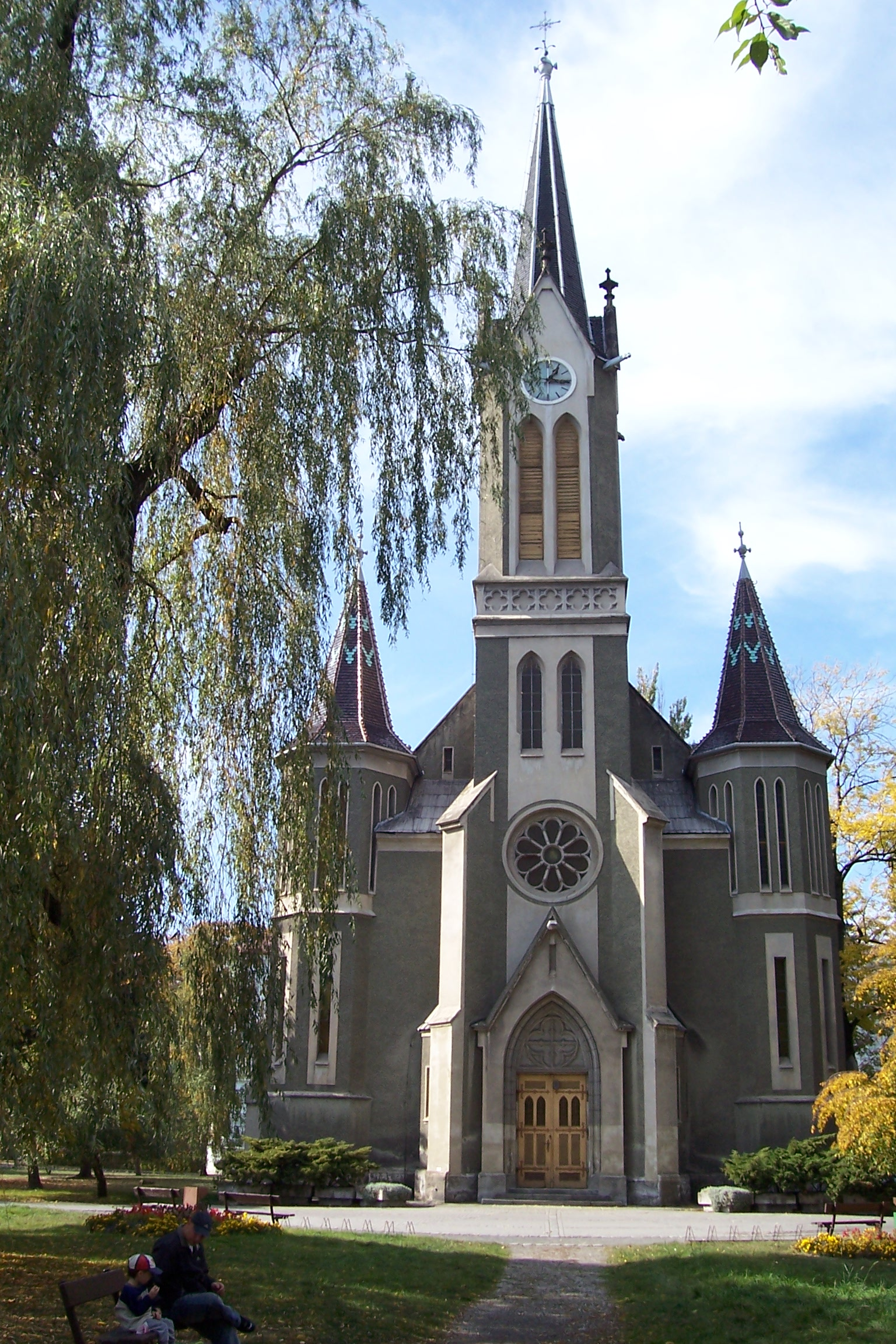
Evangelický kostel v Krnově
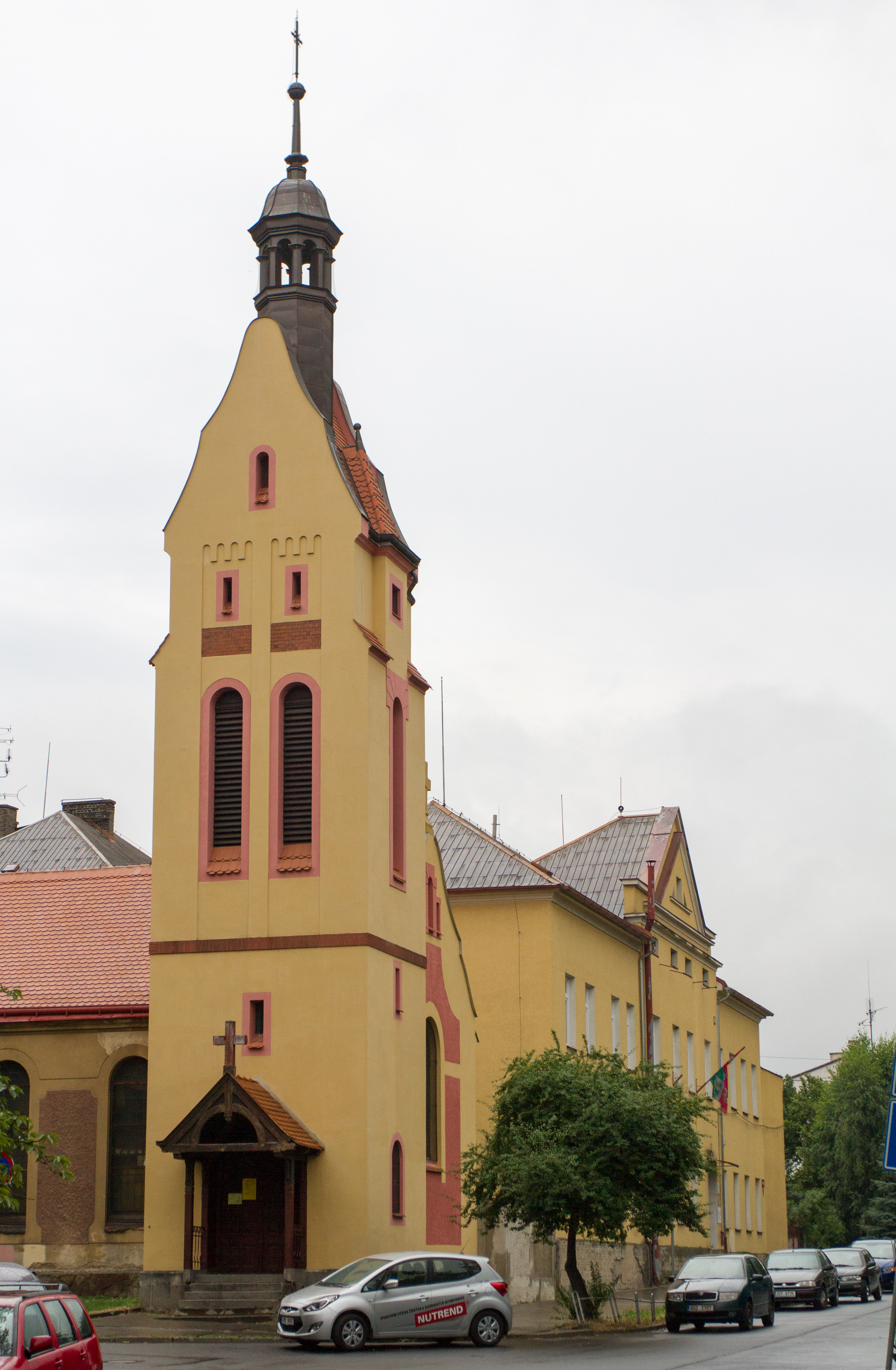
Evangelický „Mírový kostel“ v Lovosicích
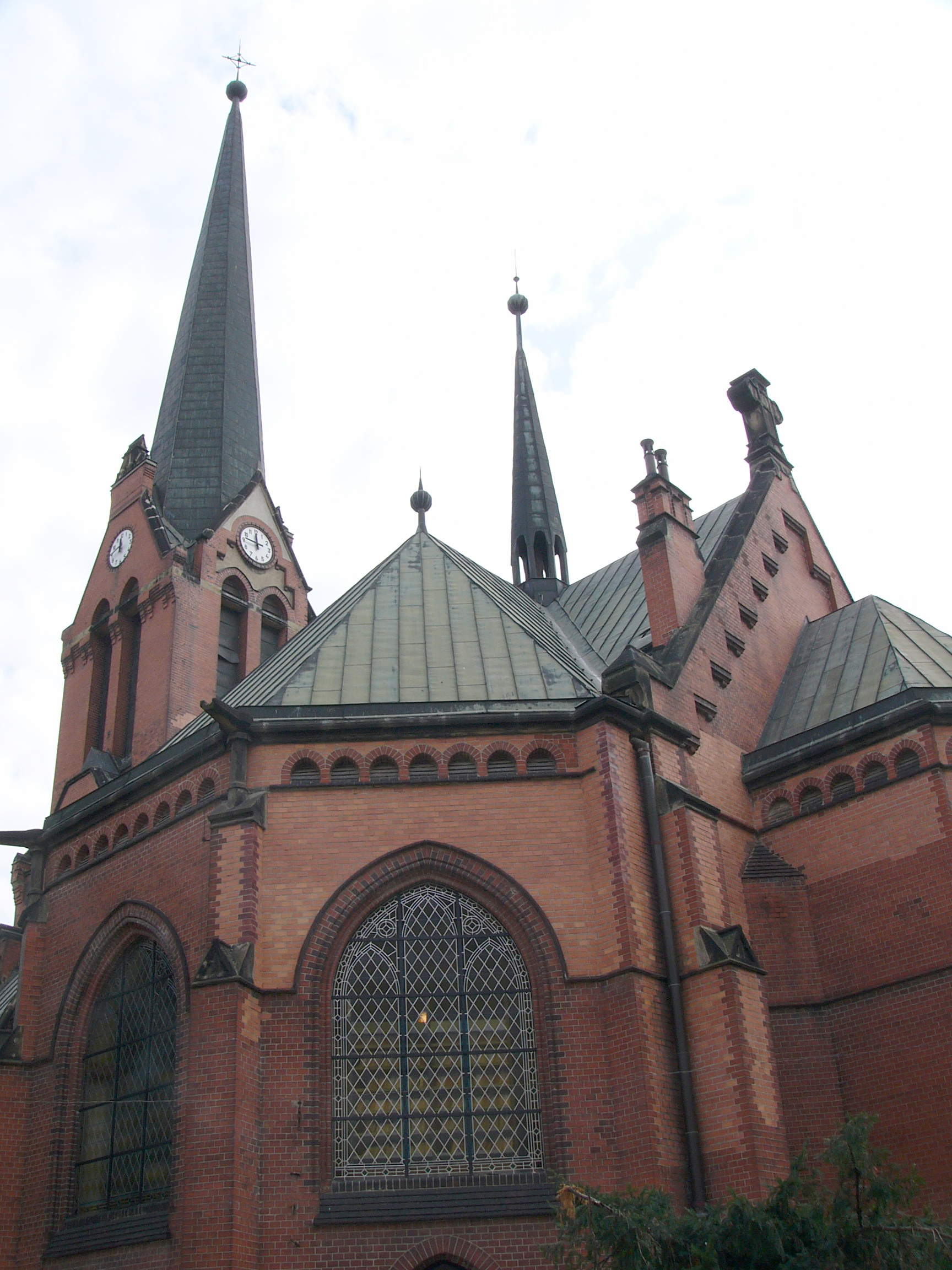
Červený kostel v Olomouci
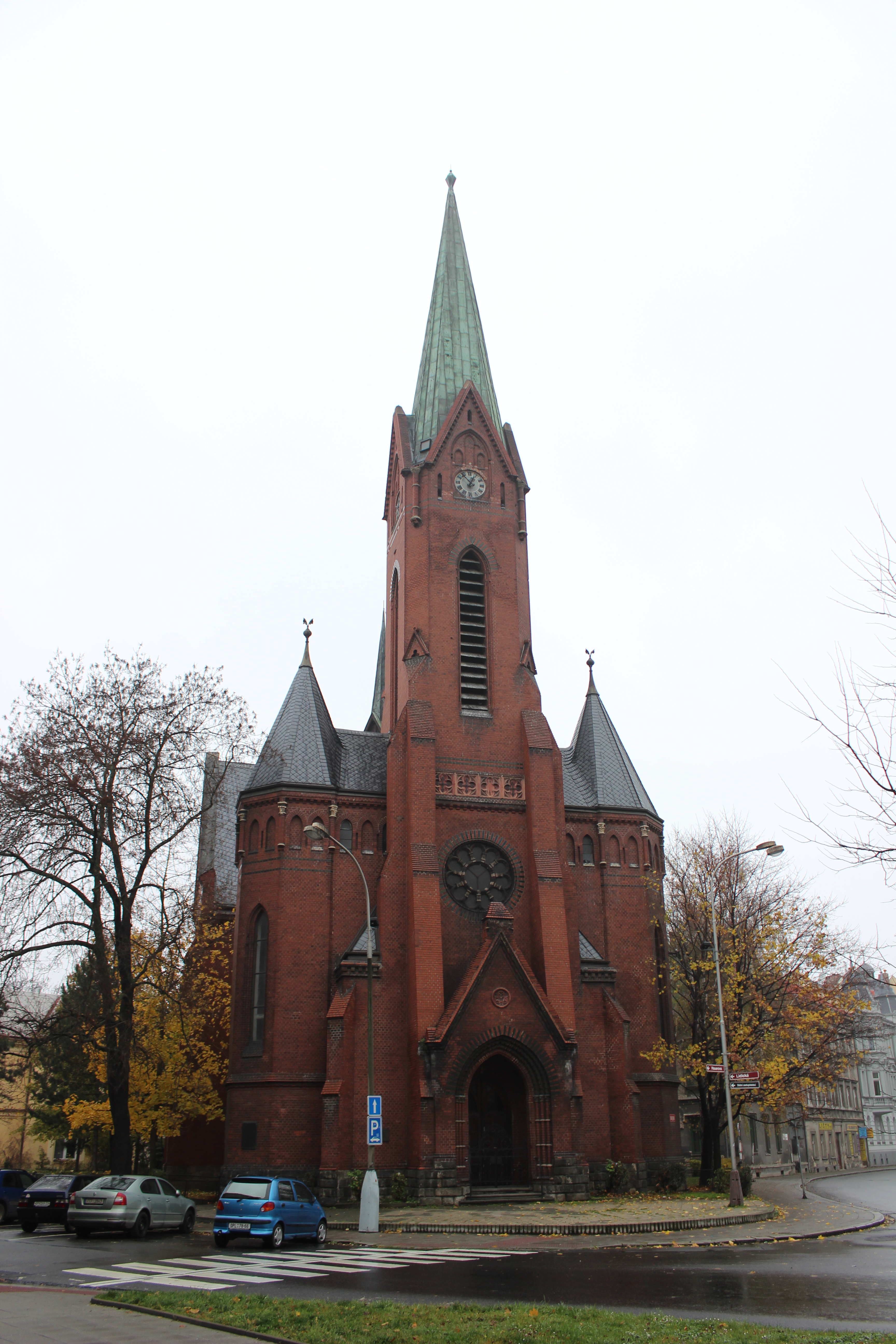
Bývalý evangelický kostel v Opavě
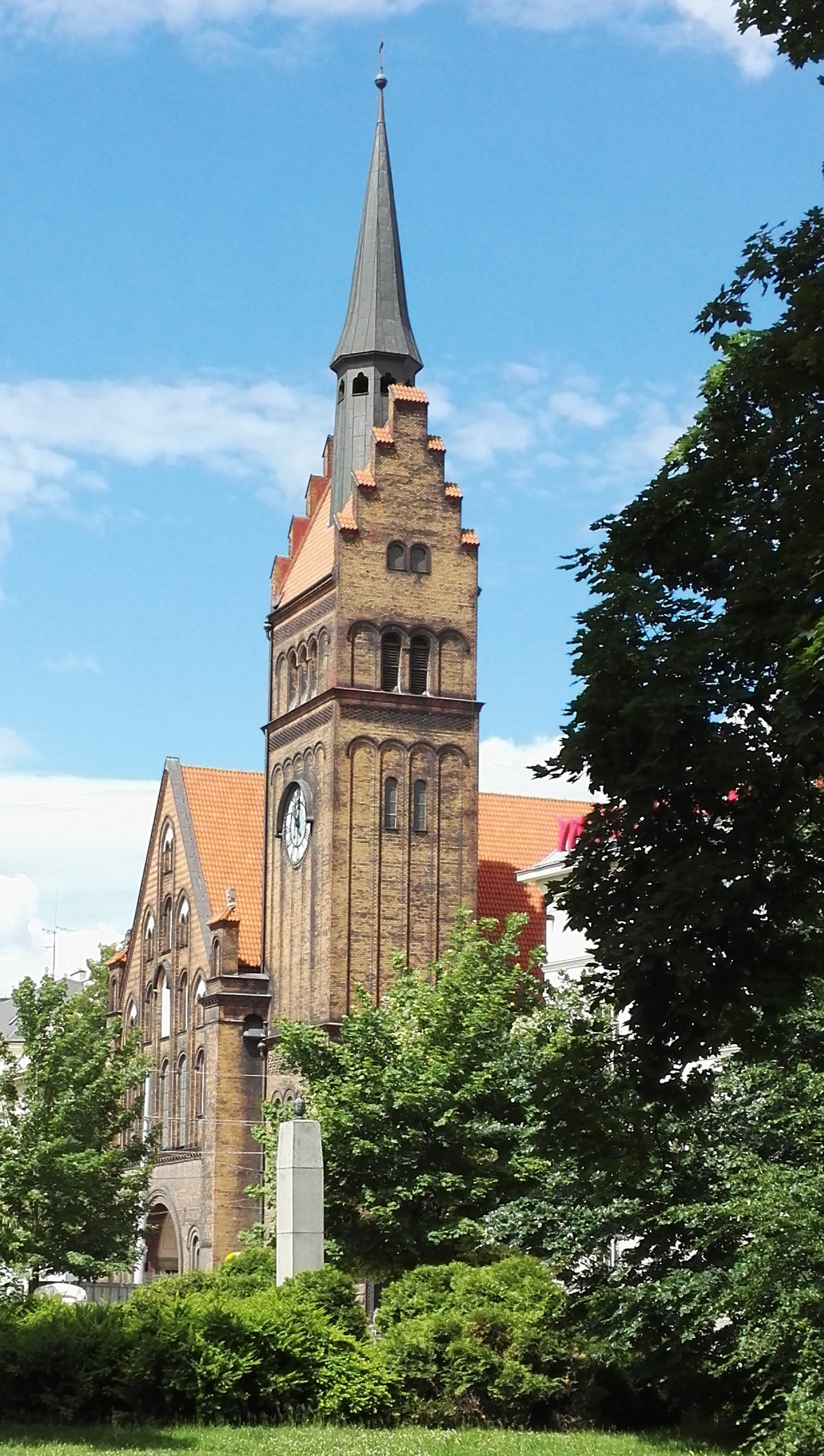
Červený kostel v Ostravě
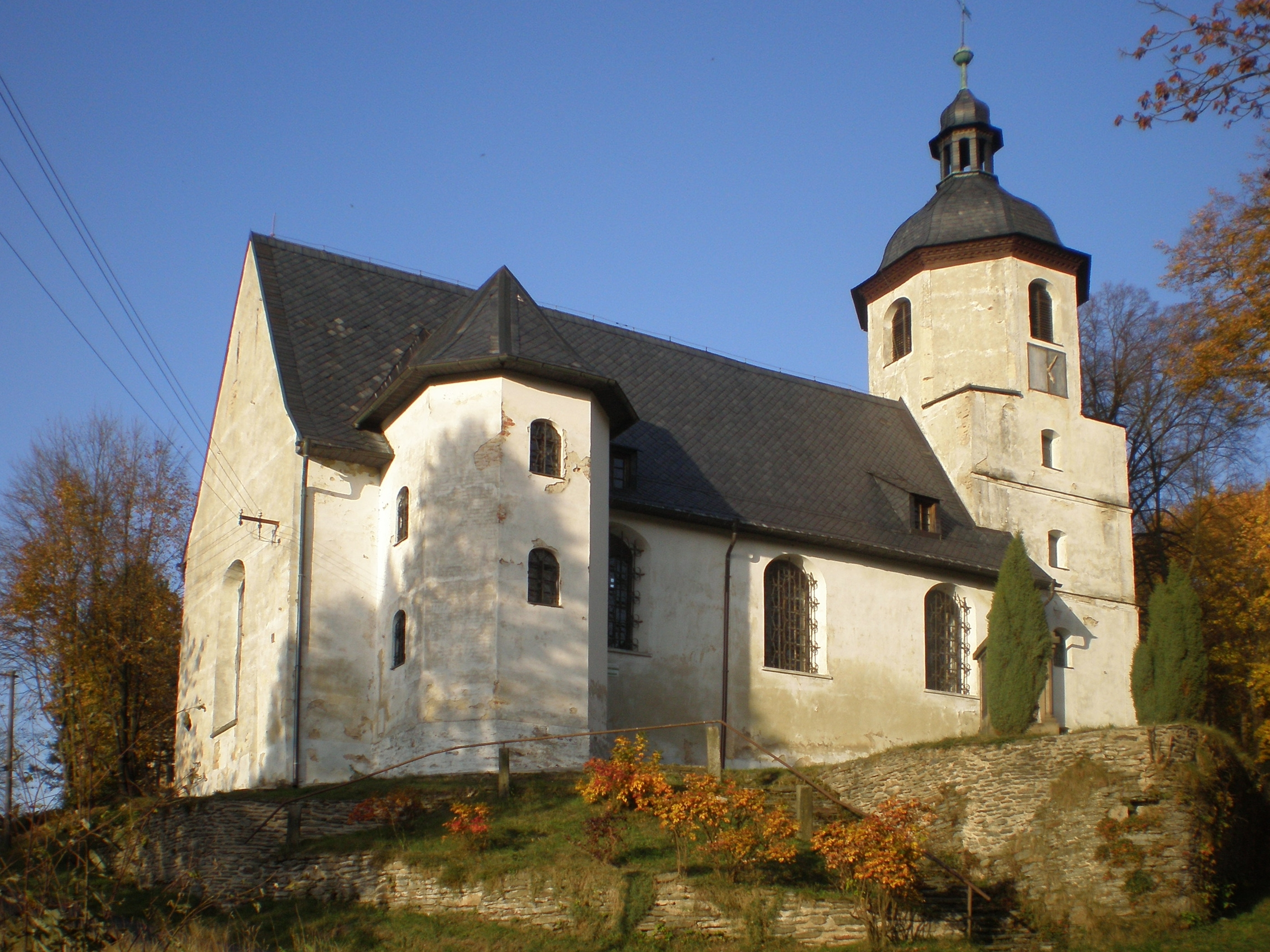
Kostel Dobrého pastýře v Podhradí na Ašsku
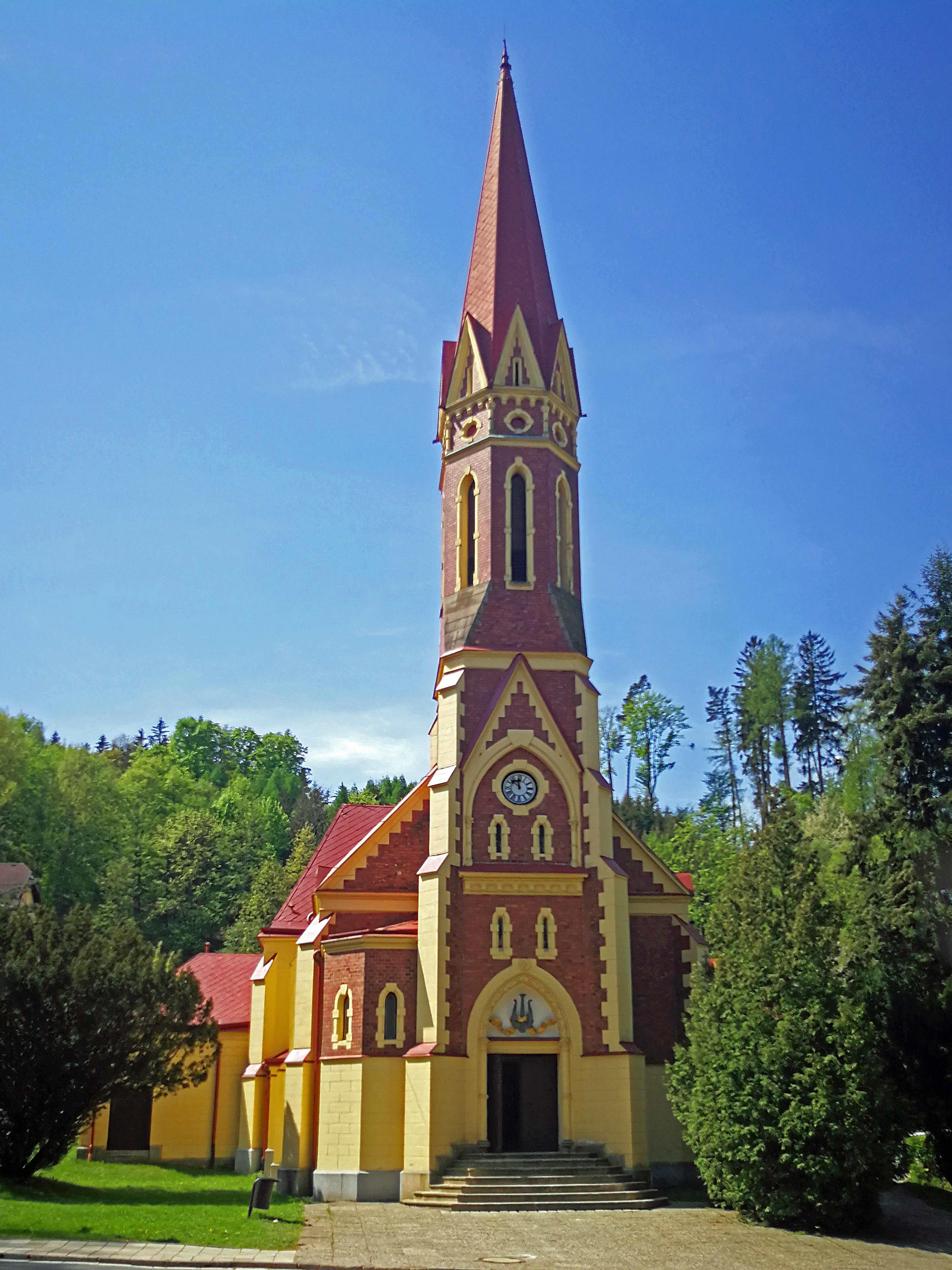
Evangelický kostel v Trutnově
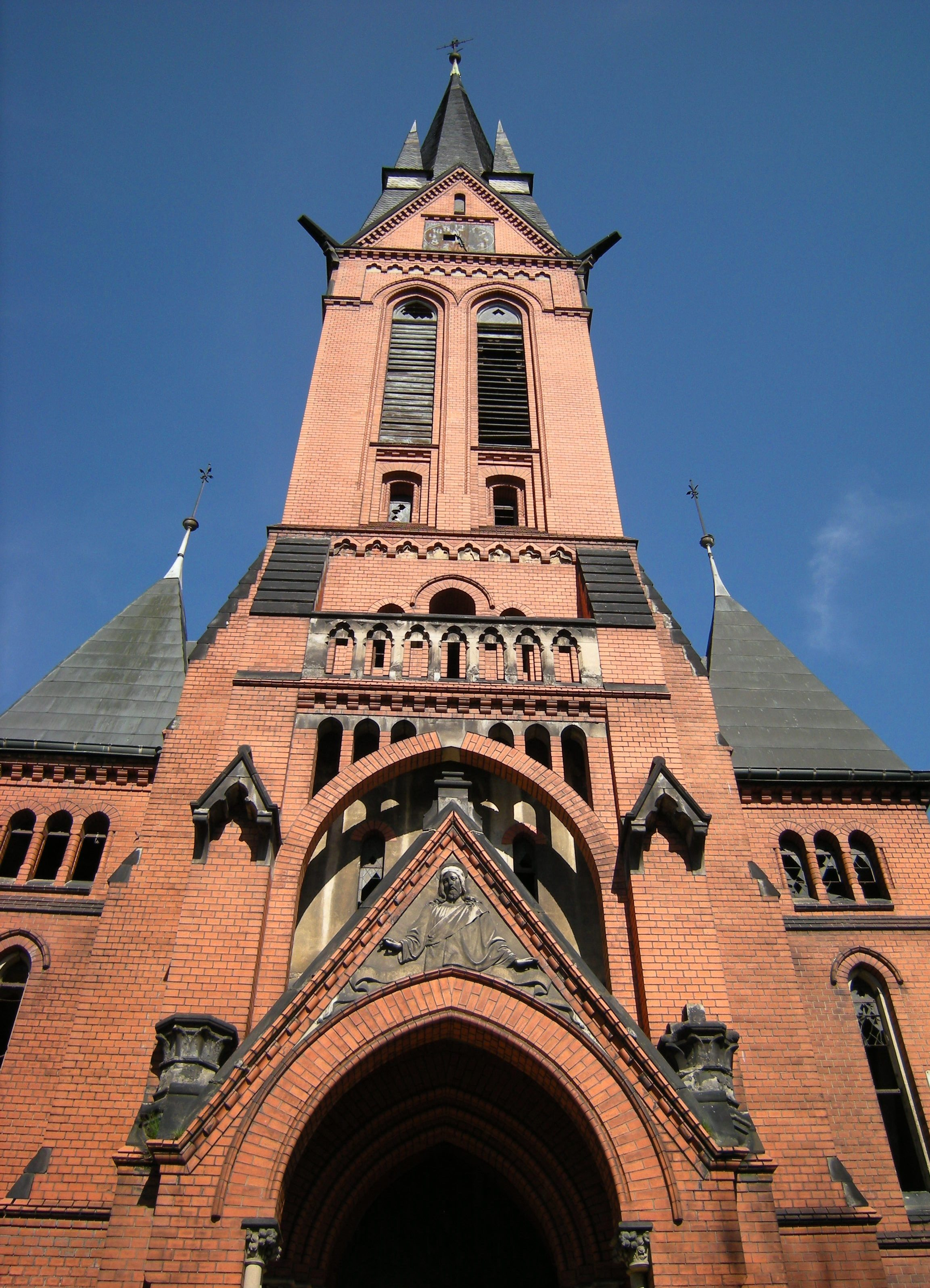
Červený kostel ve Varnsdorfu
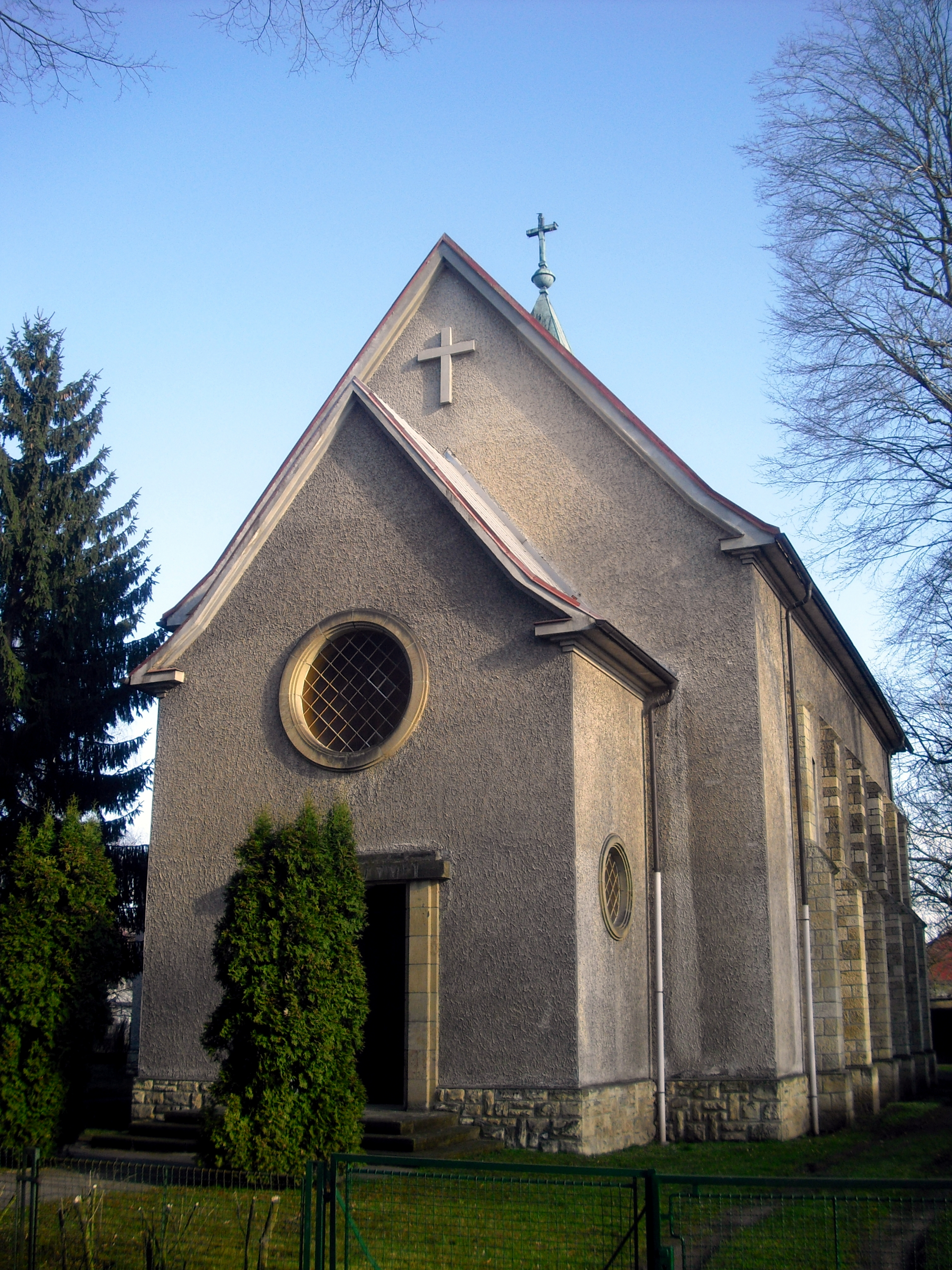
Kostel Gustava Adolfa (Evangelický kostel) v Moravské Třebové
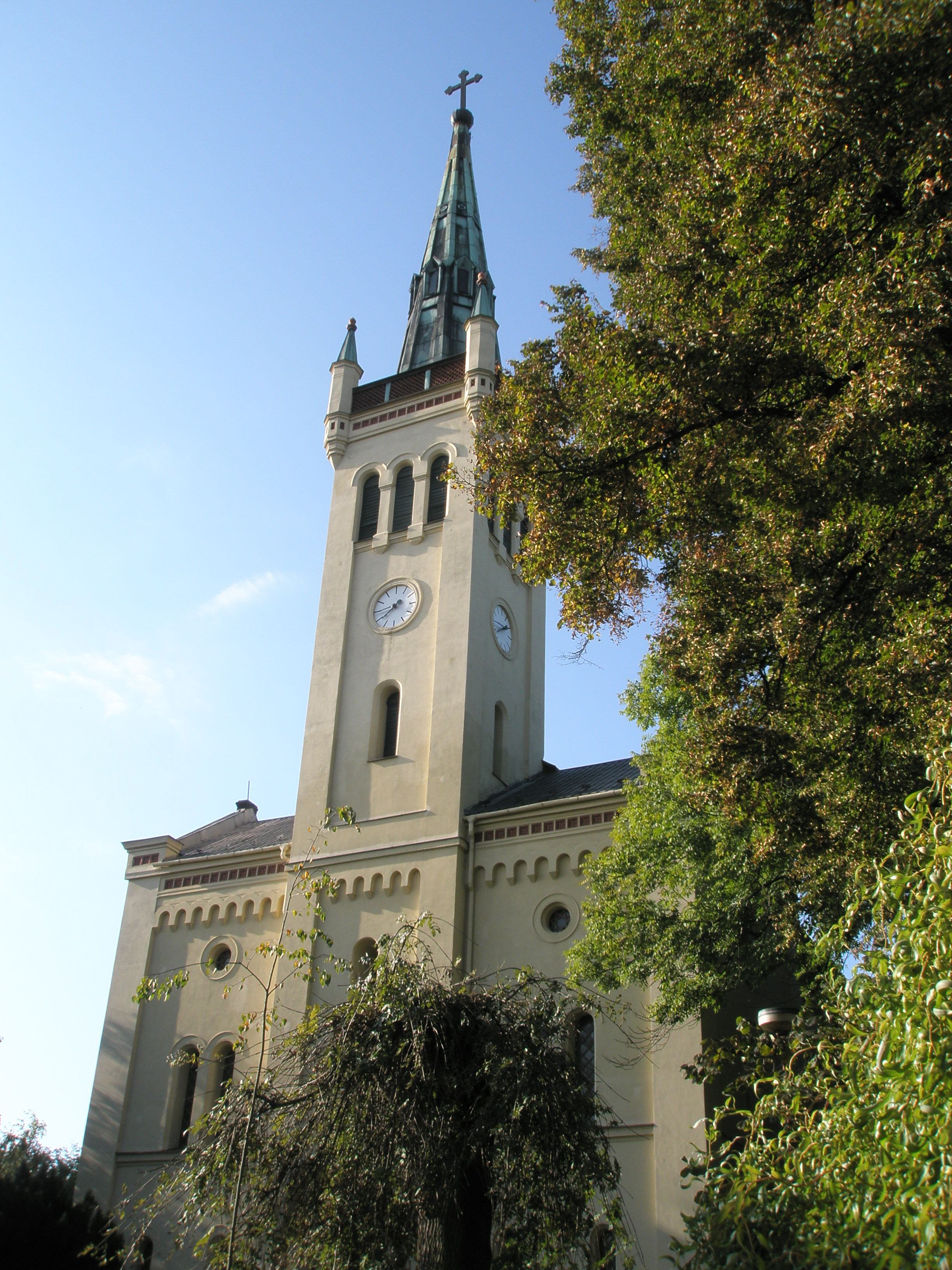
Evangelický kostel v Suchdole nad Odrou